# 巾幗梟雄之義海豪情
《巾幗梟雄之義海豪情》（英語：No Regrets）香港電視廣播有限公司拍攝製作的民初恩仇電視劇，為2009年電視劇《巾幗梟雄》的姊妹兄弟劇，由鄧萃雯及黎耀祥領銜主演，並由黃浩然、陳法拉、惠英紅、岳華、謝雪心、敖嘉年、胡定欣、麥長青及郭峰聯合演出，監製李添勝。此劇為2010無綫節目巡禮劇集之一，亦為第14屆香港國際影視展中無綫電視推介的重頭劇及無綫電視43周年台慶劇。此劇是無綫首齣提供英文字幕予數碼電視用戶的電視劇。義海豪情為2010年代最高收視的冠軍，大結局錄得最高47點。是由經絡按揭轉介贊助。

## 故事大綱
這是個風雲變幻、動盪不安的大時代......
二十世紀初的中國，農民出身的鄭朗軍（岳華飾）帶著胞弟鄭朗熊（郭峰飾）及胞妹鄭朗喜（謝雪心飾）初響間到廣州打拼，多年後終於打出江山，成為廣州的黑幫龍頭，創立東泰公司。朗軍之女鄭九妹（鄧萃雯飾）不擇手段欲接管父親的鴉片生意，因為她深知鴉片害人不淺，希望藉自己的力量破壞鴉片生意。九妹使計成為銀行話事人之際，初遇警察局刑事偵緝隊長劉醒（黎耀祥飾），令劉醒見識到她的手段，其後劉醒與一班同住於豬籠里的好友多次被牽連於東泰公司的紛爭中，劉醒與九妹多番交手，關係撲朔迷離。劉醒的上司——刑警科科長梁非凡（麥長青飾）為人陰險，不斷打壓劉醒，更與劉醒之妻趙冬妮（江美儀飾）幽會。劉醒的下屬兼好友唐吉（敖嘉年飾）欲殺非凡替劉醒報仇，卻被劉醒阻止。一次九妹為了拯救在香港闖下大禍的世侄女馬麗華（胡定欣飾），請求劉醒幫助，事成後九妹為答謝劉醒，使計令梁非凡被黑白兩道追殺，並助劉醒一雪前恥親手拘捕梁非凡。自此，二人終成患難之交，並視對方為僅有可以全心信賴的人。劉醒另一下屬楊陽（黃浩然飾）與劉醒之妹劉晴（陳法拉飾）自小青梅竹馬，可惜因為劉晴患上心漏病而不敢追求她。楊陽後來不單沒有放棄，反而主動積極追求劉晴，但楊陽之母楊吳麗嬋（惠英紅飾）卻反對二人相戀。正當九妹與劉醒及一眾豬籠里街坊結交，漸漸變成為好朋友的時候，日本宣布全面入侵中國。
在侵略者殘暴的統治下，眾人各自以不同的方式苟延殘喘。這樣萬分艱苦地生活，無非為了留住生命，活著等待光復的一天。九妹選擇幫助皇軍販賣鴉片，以漢奸的面目暗中幫助戰火中的孤兒，將他們偷運出日軍統治區；而劉醒則選擇繼續當差，以便能照顧劉晴，雖然為侵略者服務，卻堅持只捉罪犯而不參與搜捕抗日軍，後來更參與幫助九妹偷運孤兒。另一方面，在外敵壓迫之下，內敵非但沒有退去或減弱，而且更是變本加厲。梁非凡糾纏於劉醒和鄭朗喜糾纏於九妹的力度都日強一日，所用手段也越發狠毒。這些日子中，劉醒與九妹二人相互扶持，那怕是要犧牲性命，也期望能幫助對方安然挺過這最黑暗的日子。但當光復之日終於來到時，迎著面的卻竟是另一個更加動盪不安、更加變幻難測的時代——國共內戰及两岸分治！至此，戰鬥了大半生的二人實已身心俱疲，就連自己都不敢肯定是否還能挺得過去了......

## 演員表

### 鄭家
| 演員           | 角色           | 暱稱／背景 |
| 岳 華          | 鄭朗軍         | 軍爺 黑幫龍頭、東泰公司老闆 鄭朗熊、鄭朗喜之兄 鄭九妹、鄭少傑之父 鄭少康之父，實為大舅父 馬麗華之夫，並鼓勵其改嫁他人 蔡大鳳之姐夫 梅蘭香之女婿 於第20集被黑木隆盛掌摑 於第30集得知郑少康是郑朗喜的儿子，後因病導致癱瘓 於第31集被鄭少康激怒，遂向其連開四槍將其擊斃 於第32集（民國38年）與劉醒、唐吉逃難途中遭流弹炸死 |
| 林健童（少年） | 馬麗華         | 學生、護士 梅蘭香之女 由鄭九妹照顧，後為鄭九妹之繼母並針對其，最後和好 鄭少康之繼母，實為大舅母 鄭朗軍之看護，後為乾女兒，最後為第三任妻子 於第16集陷害劉晴險遭日本人抓走 於第32集鄭九妹口述於美國改嫁，並無真切反省 |
| 胡定欣         | 馬麗華         | 學生、護士 梅蘭香之女 由鄭九妹照顧，後為鄭九妹之繼母並針對其，最後和好 鄭少康之繼母，實為大舅母 鄭朗軍之看護，後為乾女兒，最後為第三任妻子 於第16集陷害劉晴險遭日本人抓走 於第32集鄭九妹口述於美國改嫁，並無真切反省 |
| 郭 峰          | 鄭朗熊         | 熊哥 幫會四虎將 鄭朗軍之弟 鄭朗喜之兄，與其不和 鄭九妹、鄭少傑之二叔 鄭少康之二叔，實為二舅父 於第28集從上海回到廣州，後发现郑少康是郑朗喜的儿子 於第32集跟隨鄭九妹前往香港 |
| 謝雪心         | 鄭朗喜         | 喜姐 幫會四虎將，為人不择手段 管理上海賭場 鄭朗軍之妹 鄭朗熊之妹，與其不和 鄭少康之姑姐，實為親母 鄭九妹、鄭少傑之姑姐 鄭九妹之天敵，後和好 針對鄭九妹，不段三番四次加害九妹并置她於死地 於第30集被鄭朗軍逐出家門 於第31集因鄭少康被鄭朗軍枪殺而患上失心瘋 |
| 丘芷蓉（童年） | 鄭九妹         | 九姑娘 黑幫大家姐、東泰公司太子女 鄭朗軍之女 鄭朗喜之侄女兼天敵，後和好 鄭朗熊之侄女 馬麗華之繼女 蔡大鳳之繼外甥女兼天敵 鄭少康同父異母之姐兼天敵，實為表姐兼天敵 鄭少傑同父異母之姊兼天敵 與劉醒亦敵亦友，後為生死之交，最後為其妻子 刘晴之大嫂 梅蘭香之好友 受梅蘭香所托照顧馬麗華，後為馬麗華之繼女並被其針對，最後和好 梁非凡、宮崎、黑木隆盛之天敵 於第18集被人扔雞蛋 於第19集起為搏取日本皇軍信任，開始吸食鴉片煙，後決心戒掉 於第20集殺害黑木隆盛 於第25集被向山鐵也抓去集中營並患上瘧疾 於第26集由劉醒救出 於第27集康复回到鄭家 於第28集发现郑少康是郑朗喜的儿子 於第1集／第32集（1994年）逝世 |
| 鄧萃雯         | 鄭九妹         | 九姑娘 黑幫大家姐、東泰公司太子女 鄭朗軍之女 鄭朗喜之侄女兼天敵，後和好 鄭朗熊之侄女 馬麗華之繼女 蔡大鳳之繼外甥女兼天敵 鄭少康同父異母之姐兼天敵，實為表姐兼天敵 鄭少傑同父異母之姊兼天敵 與劉醒亦敵亦友，後為生死之交，最後為其妻子 刘晴之大嫂 梅蘭香之好友 受梅蘭香所托照顧馬麗華，後為馬麗華之繼女並被其針對，最後和好 梁非凡、宮崎、黑木隆盛之天敵 於第18集被人扔雞蛋 於第19集起為搏取日本皇軍信任，開始吸食鴉片煙，後決心戒掉 於第20集殺害黑木隆盛 於第25集被向山鐵也抓去集中營並患上瘧疾 於第26集由劉醒救出 於第27集康复回到鄭家 於第28集发现郑少康是郑朗喜的儿子 於第1集／第32集（1994年）逝世 |
| 黃智賢         | 鄭少康／李少康 | 康少 東泰太子爺 鄭朗軍之子，實為外甥 李金龙、鄭朗喜之子 蔡大鳳之外甥，實為姻親，無血緣關係 鄭九妹同父異母之弟兼天敵，實為其表弟兼天敵 鄭少傑之兄，實為表兄 鄭朗熊之侄，實為外甥 馬麗華之繼子，實為外甥 曾與日本鬼子吵架被其打傷腿部 於第30集被鄭朗軍逐出家門 於第31集被郑朗军其連開四槍擊斃 |
| 張松枝         | 鄭少傑         | 傑少 東泰太子爺 鄭朗軍之幼子 鄭九妹同父異母之弟兼天敵 鄭少康之弟，實為表弟 鄭朗熊、鄭朗喜之侄 馬麗華之繼子 蔡大鳳之外甥 强暴蔡兴之妻 於第2集被蔡兴槍傷 於第3集身亡 |

### 劉家
| 演員   | 角色   | 暱稱／背景 |
| 黎耀祥 | 劉 醒  | 醒哥 廣州市南區警察局刑警隊隊長，抗日時為華南遊擊隊第七縱隊副總指揮 劉晴之兄 趙冬妮之夫，後離異 與鄭九妹亦敵亦友，後為丈夫 唐吉之上司，初期針對和鄙視其，後於第4集成為好友 杨阳之好友兼大舅 梁非凡之下屬兼天敵，被其在背後陷害及誣陷及冷待及搶其功勞，於第27集和好 於第9集拘捕梁非凡 於第1集／第24集被鄭九妹假裝槍殺，後被其救出並坐船離開廣州 於第25集為救鄭九妹和多數囚犯打扮成六十歲的老大潛入集中營 於第1集（民國33年）／第26集殺死宮崎少佐，並救出集中營裏的囚犯 於第27集為替梁非凡和多數被槍斃的人報仇，險些殺害向山鐵也，後替唐吉作證而使唐吉無罪釋放 於第32集（民國38年）與鄭朗軍、唐吉逃難時被流彈炸傷，下落不明而失憶 於第32集（1979年）於豬籠里重遇鄭九妹，及後移至香港定居 於第32集（1983年）在香港飛鵝山山頂逝世 |
| 江美儀 | 趙冬妮 | 醒嫂 劉醒之妻 劉晴之嫂 為人爱慕虚荣 於第8集誤信梁非凡誣陷劉醒，與其起爭執 於第8集酒後與梁非凡一夜情，後為他的情婦 於第9集與劉醒離婚，改嫁梁非凡 於第9集因梁非凡承認部署讓劉醒戴綠帽經過，得知真相後崩潰，最後離婚 |
| 陳法拉 | 劉 晴  | 晴晴 心漏症患者 劉醒之妹 杨阳之女友，后为妻子 一直以為劉醒和趙冬妮和睦相處，但實為劉醒欺騙其 認為自己是劉醒和趙冬妮的負累，並感到非常內疚 於第4集登場 於第14集遭梁非凡挾持 於第16集剪掉頭髪，後被馬麗華陷害險遭日軍抓走 於第23集在向山達也面前脱掉衣服 於第26集遭向山達也逼婚 於第30集與楊陽結婚 於第31集病逝 |

### 楊家
| 演員   | 角色     | 暱稱／背景 |
| 惠英紅 | 楊吳麗嬋 | 楊師奶 豬籠里房東（包租婆） 楊陽之母 劉晴之婆婆 廣州被佔領後，豬籠里收歸國有，因而被驅逐出豬籠里，與兒子楊陽和唐吉等回鄉 文革結束後，於1979年重獲豬籠里業權，並重遇豬籠里街坊及鄭九妹                      |
| 黃浩然 | 楊 陽    | 楊陽哥 刑警隊警察 楊吳麗嬋之子 劉晴之男友、後為其丈夫 劉醒之下屬兼好友 唐吉之好友 於第26集槍殺向山達也 廣州被佔領後，被驅逐出豬籠里，與母親楊吳麗嬋和唐吉等回鄉 文革結束後，於1979年重遇豬籠里街坊及鄭九妹 |

### 豬籠里
| 演員   | 角色     | 暱稱／背景 |
| 惠英紅 | 楊吳麗嬋 | 楊師奶 豬籠里房東（包租婆） 參考楊家 |
| 黃浩然 | 楊 陽    | 參考楊家 |
| 黎耀祥 | 劉 醒    | 醒哥 參考劉家 |
| 江美儀 | 趙冬妮   | 醒嫂 參考劉家 |
| 陳法拉 | 劉 晴    | 晴晴 參考劉家 |
| 敖嘉年 | 唐 吉    | 排骨、排骨仔 刑警隊警察 於第4集搬進楊吳麗嬋家中 |
| 魯文傑 | 車永平   | 大車 刑警隊警察 車永安之兄 |
| 梁証嘉 | 車永安   | 細車 刑警隊警察 車永平之弟 |
| 李成昌 | 黃文輝   | 黃綠 醫生 黃李玉瓊之夫 民族主義及愛國主義者 極度熱愛國家，非常憎恨漢奸，對漢奸定義極為狹窄和執着，甚至亦因對漢奸的憎恨，加上劉醒等人在廣州淪陷期間重當警察，而認為他們作漢奸（因幫日本人工作），因此一度與劉醒等豬籠里街坊大吵一場 文革結束後，於1979年重遇豬籠里街坊及鄭九妹 |
| 姚瑩瑩 | 黃李玉瓊 | 黃師奶 黃文輝之妻 於第32集（1979年）被黃文輝口述已去世 |
| 林淑敏 | 莫燕萍   | 酒家知客 曾遭鄭少傑非禮，由唐吉所救 豬籠里街坊 |
| 游 飈  | 鄧兆祥   | 摸頂祥 理髮師 豬籠里街坊 文革結束後，於1979年重遇豬籠里街坊及鄭九妹 |
| 李岡龍 | 李祖德   | 豬籠里街坊 |
| 陳念君 | 權 嫂    | 豬籠里街坊 遭日本皇軍戰機投下炮彈炸死 |
| 麥嘉倫 | 豆腐權   | 豬籠里街坊 |

### 警察局
| 演員   | 角色         | 暱稱／背景 |
| 梁健平 | 局 長        | 警察局局長 梁非凡之上司 |
| 戴志偉 | 警察廳副廳長 | |
| 麥長青 | 梁非凡       | 非凡哥 刑警科科長 趙冬妮之情夫，後為丈夫，最後離異 玫瑰之夫 性格陰險自私，膽小如鼠，怕死 劉醒之上司兼天敵，在背後陷害及誣陷及冷待及搶其和警署眾人功勞，並一直計劃要其戴綠帽，於第27集和好 長期針對劉醒、楊陽等下屬 曾是鄭九妹之下屬，後反目，成為天敵 梁伟国之父 於第6集被劉醒與其下屬叫「喫屎」 於第9集發現被鄭九妹利用（因爲犯了東泰的門規兼法律，被其說公了或私了）為了保命兼被劉醒所逼而說出自己要其戴綠帽的計劃，後被拘捕 於第12集帮日本做汉奸 於第21集欲陷害劉醒跟向山鐵也以真槍實彈比試槍法不遂，後反被向山鐵也命令將蘋果放在頭上讓唐吉射，結果由於怕唐吉不能瞄準蘋果使自己被擊斃而當場尿褲子 於第26集因妻子玫瑰遭槍斃而開始針對日本人 於第27集槍殺四名日本人並被向山鐵也槍傷，兩天後傷重身亡，臨終前與劉醒和好 |
| 黎耀祥 | 劉 醒        | 刑警隊長 參見劉家 |
| 黃浩然 | 楊 陽        | 參見楊家 |
| 敖嘉年 | 唐 吉        | 排骨、排骨仔 劉醒頭馬 刑警隊警察 楊陽之好友 骨嫲之孫 初期性格較為懦弱，後變得好有骨氣及勇敢 於第3集被冤枉殺害鄭少傑 於第20集被黑木隆盛打至重傷，後康復 於第27集代替劉醒槍殺向山鐵也 於第32集（民國38年）與鄭朗軍、劉醒逃難時被流彈炸傷 廣州被佔領後，被驅逐出豬籠里，隨好友楊陽及其母等回鄉 文革結束後，於1979年重遇豬籠里街坊及鄭九妹 |
| 魯文傑 | 車永平       | 大車 刑警隊警察 車永安之兄 劉醒之下屬 |
| 梁証嘉 | 車永安       | 細車 刑警隊警察 車永平之弟 劉醒之下屬 |
| 湯俊明 | 擦鞋強       | 刑警隊警察 劉醒之下屬 梁非凡之親信及蛤巴狗 劉醒於萬人坑被槍擊後，獲梁非凡升為隊長 |
| 何慶輝 | 順           | 刑警隊警察 梁非凡、擦鞋強之下屬 |
| 黎柏麟 | 軍裝警察     | |
| 單俊偉 | 軍裝警察     | |
| 許明志 | 軍裝警察     | |
| 趙敏通 | 軍裝警察     | |
| 黃俊伸 |              | 梁非凡、擦鞋強之手下 |
| 裘卓能 |              | 梁非凡、擦鞋強之手下 |
| 劉天龍 |              | 梁非凡、擦鞋強之手下 |

### 東泰公司
| 演員   | 角色   | 暱稱／背景 |
| 岳 華  | 鄭朗軍 | 軍爺 東泰公司老闆 參考鄭家 |
| 鄧萃雯 | 鄭九妹 | 九姑娘 東泰公司大家姐 掌管白鴿票、公煙館、賭場生意 參考鄭家 |
| 郭 峰  | 鄭朗熊 | 熊哥 東泰四虎將之一 參考鄭家 |
| 謝雪心 | 鄭朗喜 | 喜姐 東泰四虎將之一 掌管夜总会生意 參考鄭家 |
| 黃智賢 | 鄭少康 | 康少 東泰太子爺 參考鄭家 |
| 張松枝 | 鄭少傑 | 傑少 東泰太子爺 參考鄭家 |
| 馬海倫 | 周 鐵  | 鐵姐 原名周文娟 之所以叫「鐵」是因為有鐵膽忠肝 東泰四虎將之一 鄭九妹之下屬兼親信 於第32集 1952年於檀香山逝世（鄭九妹口述） |
| 魯振順 | 蔡大鳳 | 大鳳哥 東泰四虎將之一 鄭朗軍第二任妻子之弟 鄭朗軍之舅仔 鄭少康、鄭少傑之舅父 實為鄭少康姻親，無血緣關係 與鄭朗喜勾結并為她的蛤巴狗 鄭九妹之繼舅父兼天敵并不断地针对她 於第3集指證唐吉殺害鄭少傑 于第30集被鄭朗軍逐出家門 於第31集提及逃難中遭流彈擊傷，後被因鄭朗喜與鄭少康兩人不忍其再受苦而遭他們推下海中致死 |
| 鄭世豪 | 陳 森  | 阿森、森哥 鄭九妹、周鐵之下屬、司機兼親信 |
| 李鴻   | 關世龍 | 龍叔 前東泰龍頭大佬 鄭九妹之親信 |
| 招石文 | 石 叔  | 東泰叔夫 |
| 林敬剛 | 煙鏟球 | 球叔 東泰叔夫 |
| 馮康寧 |        | 東泰叔夫 |
| 簡新銳 |        | 東泰叔夫 |
| 張俊平 |        | 東泰叔夫 |
| 楊英偉 | 蔡 興  | 鄭少傑之會計 第2集槍殺鄭少傑 最後由鄭九妹救回後到香港生活 |
| 陸駿光 |        | 東泰門生 周鐵、陳森之手下 |
| 邵卓堯 |        | 東泰門生 鄭朗喜、蔡大鳳之手下 |
| 張國洪 |        | 東泰門生 周鐵、陳森之手下 |
| 何偉業 |        | 東泰門生 鄭朗喜、蔡大鳳之手下 |
| 李啟傑 |        | 東泰門生 周鐵、陳森之手下 |
| 楊鴻俊 |        | 東泰門生 鄭朗喜、蔡大鳳之手下 |
| 王東泰 |        | 東泰門生 鄭九妹之保鑣 |
| 方紹聰 |        | 東泰門生 鄭九妹之保鑣 |
| 鄺佐輝 | 師爺忠 | 鄭九妹之親信 |
| 楊瑞麟 | 師爺德 | 鄭少康、鄭郎喜、鄭少傑、蔡大鳳之親信 |
| 朱滙林 |        | 東泰職員 鄭九妹之下屬 |
| 溫尚儒 |        | 東泰職員 鄭九妹之下屬 |
| 王維德 | 羅會計 | 鄭朗喜、蔡大鳳和鄭少康之會計 共產黨特務 |

### 日本军人
- 于第27集被瓦解。(1945年)

| 演員   | 角色     | 暱稱／背景 |
| 金 剛  | 向山鐵也 | 大佐 日軍上校 向山達也之兄兼上司 宮崎、銘叔之上司 黑木隆盛之上司，與其不和，後反目 于第25集因為經營鴉片煙館上的問題，把鄭九妹抓去集中營 於第27集酒醉時槍傷梁非凡使其傷重身亡，最後於第二天遭被唐吉槍殺 |
| 戴耀明 | 向山達也 | 中佐 日軍中校 向山鐵也之弟兼下屬 癡戀劉晴，後反目 楊陽之情敵 於第26集向劉晴逼婚，隨後遭楊陽槍殺 |
| 李 嘉  | 黑木隆盛 | 少佐 日軍少校 向山鐵也之下屬，與其不和，後反目 於第20集掌摑鄭朗軍和把唐吉打至重傷 於第20集被鄭九妹冤枉強姦，然後遭槍殺                                                                                 |
| 楊證樺 | 宮 崎    | 少佐 日軍少校 向山鐵也之下屬 早前負責人口統計和捉拿遊擊隊 後來管理廣州集中營 胸口和右手手臂有老虎紋身 於第25集因為對方解讀盟軍勝利消息，故打死唐書記 於第26集遭劉醒槍殺                                |
| 莫偉文 | 銘 叔    | 日軍翻譯 向山鐵也之下屬 被劉醒、鄭九妹收買，並暗中幫助他們 |
| 魏惠文 |          | 日軍翻譯 |
| 張漢斌 |          | 日本軍官 |
| 姚浩政 |          | 日本軍官 |
| 侯建民 |          | 日本軍官 |
| 吳雲甫 |          | 日本士兵 |
| 黃澤鋒 |          | 日本士兵 |
| 麥子樂 |          | 日本士兵 |
| 何俊軒 |          | 日本士兵 |
| 楊潮凱 |          | 日本士兵 |
| 黎桐康 |          | 日本士兵 |
| 胡烱龍 |          | 日本士兵 |
| 趙樂賢 |          | 日本士兵 |
| 杜 港  |          | 日本士兵 |
| 謝卓言 |          | 日本士兵 |

### 其他演員
| 演員                     | 角色     | 暱稱／背景 |
| 劉 江                    | 胡大元   | 永業銀行老闆 前廣州慈幼院院監 淪陷時期廣州集中營之囚犯 於第25集在集中營與鄭九妹重遇，第26集被劉醒及游擊隊所救 |
| 韓毓霞                   | 梅蘭香   | 馬麗華之母 鄭九妹之結拜姊姊 第15集病逝 少女由蔣家旻飾演                                                       |
| 許碧姬                   | 骨 嫲    | 唐門何氏太夫人 唐吉之祖母 於第7集逝世                                                                         |
| 沈可欣                   | 記者     | 南方電視台記者，於1984年萬人坑被發現後訪問鄭九妹                                                              |
| 鄧英敏                   | 何主任   | 廣州市國家文物局官員（1984年）                                                                                |
| 鄭可琳（童年）           | 嘉 欣    | 鄭九妹之義孫女 其父是於檀香山居住的孤兒                                                                       |
| 麥皓兒（青年）           | 嘉 欣    | 鄭九妹之義孫女 其父是於檀香山居住的孤兒                                                                       |
| 卓 躒                    | 嘉欣夫   | 嘉欣之丈夫（1994年）                                                                                          |
| 莊錠欣（童年）（1941年） | 陳美婷   | 鄭九妹當年所救之孤兒 陳隊長之女                                                                               |
| 陳安瑩（老年）（1994年） | 陳美婷   | 鄭九妹當年所救之孤兒 陳隊長之女                                                                               |
| 黎石雲（老年）（1994年） | 梁少悠   | 鄭九妹當年所救之孤兒                                                                                          |
| 劉日東（老年）（1994年） | 李炳剛   | 鄭九妹當年所救之孤兒                                                                                          |
| 黎秀英                   | 五 嬸    | 唐吉之遠房親戚                                                                                                |
| 賀文傑                   | 胡 子    | |
| 廖麗麗                   | 英 姐    | 鄭家之傭人 |
| 曾健明                   | 院 長    | 廣州慈幼院院長                                                                                                |
| 劉桂芳                   | 副院長   | 廣州慈幼院副院長                                                                                              |
| 蘇麗明                   | 鳳 妻    | 蔡大鳳之妻 |
| 李偉健                   | 副 官    | |
| 蕭凱欣                   | 歌 星    | |
| 周寶霖                   | 興 妻    | 蔡興之妻 被鄭少傑強姦後自殺                                                                                   |
| 江富強                   | 私煙販   | |
| 黃煒溏                   | 私煙販   | |
| 陳澤友                   | 私煙販   | |
| 楊依依                   | 茶 客    | |
| 陳榮峻                   | 打齋鶴   | |
| 羅鈞滿                   | 道友昌   | 梁非凡、擦鞋強之手下                                                                                          |
| 陳宛蔚                   | 晴同事   | |
| 劉秉賓                   | 晴同事   | |
| 李興華                   | 晴同事   | |
| 徐玟晴                   | 護士     | |
| 林秀怡                   | 護士     | |
| 潘芳芳                   | 何醫生   | 廣州方便醫院醫生 劉晴之主診醫生                                                                               |
| 李善恆                   | 大 漢    | |
| 顏桂洲                   | 大 漢    | |
| 關浩揚                   | 醒手下   | 協助劉醒救馬麗華 （第9集）                                                                                    |
| 張景淳                   | 醒手下   | 協助劉醒救馬麗華 （第9集）                                                                                    |
| 吳幸美                   | 醒手下   | 協助劉醒救馬麗華 （第9集）                                                                                    |
| 林影紅                   | 女獄警   | |
| 謝珊珊                   |          | |
| Joe Junior               | 唐老闆   | 劉晴之老闆 |
| 李家鼎                   | 英雄叔   | 香港鴉片供應商                                                                                                |
| 黃子衡                   | 獄 警    | |
| 陳勉良                   | 毒 販    | |
| 紀保羅                   | 麥院長   | 梅蘭香之主診醫生                                                                                              |
| 陳智燊                   | 亨 利    | 電影男角 |
| 陳明恩                   | 瑪 莉    | Mary 電影女角                                                                                                 |
| 魏惠文                   | 線 民    | |
| 鄭詠謙                   | 醫 生    | |
| 呂 熙                    | 熱血青年 | 第18集向鄭九妹扔雞蛋後即被向山鐵也槍殺                                                                        |
| 陳狄克                   | 延 叔    | |
| 郭卓樺                   | 游擊隊員 | |
| 陳志健                   | 游擊隊員 | |
| 陳嘉嘉                   | 仙子田英 | 日本女侍 |
| 曾慧雲                   | 林女士   | |
| 鄭家俊                   | 侍 應    | |
| 葉凱茵                   | 玫 瑰    | Rose 梁非凡之第二任妻子 被日軍抓往萬人坑槍斃活埋                                                              |
| 梁珈詠                   | 玫瑰姊妹 | |
| 李漫芬                   | 玫瑰姊妹 | |
| 陳珈穎                   | 德崎奈子 | 日本女侍 |
| 陳仲達                   | 侍應     | |
| 彭美嫦                   | 茶客     | |
| 歐陽燕萍                 | 點心阿姐 | |
| 王得琛                   | 丁師傅   | |
| 明德豐                   | 黎醫生   | |
| 李子明                   | 攤 主    | |
| 黃梓瑋                   | 醫 生    | |
| 曾守明                   | 陳隊長   | 游擊隊隊長 後為共產黨特務 文革後，擔任廣州市書記 陳美婷之父                                                   |
| 彭冠中                   | 游擊隊   | 游擊隊隊員 |
| 何婷恩                   | 千代星子 | 日本女侍 曾指證劉醒                                                                                           |
| 黃得生                   | 強姦犯   | |
| 范彩兒                   | 診所護士 | |
| 孫慧雪                   | 診所護士 | |
| 江梓瑋                   | 醫 生    | |
| 李海生                   | 容團長   | 淪陷時期廣州集中營之囚犯 第25集與鄭九妹認識;而在第26集同被劉醒及游擊隊所救                                    |
| 梁振輝                   | 尹教授   | 淪陷時期廣州集中營之囚犯 第25集與鄭九妹認識;而在第26集同被劉醒及游擊隊所救                                    |
| 日 伽                    | 梁老師   | 淪陷時期廣州集中營之囚犯 日語翻譯老師 第25集與鄭九妹認識,而在第26集同被劉醒及游擊隊所救                       |
| 陳建文                   | 唐書記   | 英國駐廣州領事館華裔書記 淪陷時期廣州集中營之囚犯 第25集與鄭九妹認識 隨後因解讀盟軍勝利消息而遭宮崎打死       |
| 林遠迎                   | 憲兵隊長 | 國民黨駐廣州憲兵                                                                                              |
| 溫家偉                   | 憲兵隊員 | 國民黨駐廣州憲兵                                                                                              |
| 楊智朗                   | 憲兵隊員 | 國民黨駐廣州憲兵                                                                                              |
| 曾愛媚                   | 侍 應    | |
| 布偉傑                   | 贊臣醫生 | 心臟科醫生 與何醫生診斷劉晴之病情                                                                             |
| 鍾鈺精                   | 姊 妹    | |
| 傅千盈                   | 姊 妹    | |
| 高可慧                   | 姊 妹    | |
| 郭田葰                   | 醫 生    | |
| 鄭詠謙                   | 醫 生    | |
| 游茛維                   | 車 伕    | |
| 張智軒                   | 流氓     | 共產黨特務 |
| 葉 暐                    | 流氓     | 共產黨特務 |
| 許家傑                   | 流氓     | 共產黨特務 |
| 朱維德                   | 醫生     | 解放軍駐南寧軍醫                                                                                              |
| 蔡康年                   | 醫生     | 解放軍駐南寧軍醫                                                                                              |
| 羅浩楷                   | 黃 仔    | 華僑日報壇香山分局職員 替鄭九妹刊登尋人啟事尋找劉醒                                                           |
| 高俊文                   | 岑秘書   | |
| 司徒暉                   | 骨 子    | |

## 殊榮

### MY AOD我的最愛頒獎典禮2010
| 獎項                     | 候選演員/劇集          | 結果 |
| ------------------------ | ---------------------- | ---- |
| 「我的最愛電視劇集」     | 《巾幗梟雄之義海豪情》 | 獲獎 |
| 「我的最愛電視男主角」   | 黎耀祥                 | 提名 |
| 「我的最愛電視女主角」   | 鄧萃雯                 | 提名 |
| 「我的最愛電視男配角」   | 敖嘉年                 | 獲獎 |
| 「我的最愛電視男配角」   | 黃浩然                 | 提名 |
| 「我的最愛電視女配角」   | 謝雪心                 | 提名 |
| 「我的最愛電視女配角」   | 陳法拉                 | 獲獎 |
| 「我的最愛電視女配角」   | 惠英紅                 | 提名 |
| 「我的最愛電視女配角」   | 胡定欣                 | 提名 |
| 「十大我的最愛電視角色」 | 鄧萃雯                 | 獲獎 |
| 「十大我的最愛電視角色」 | 黎耀祥                 | 獲獎 |

註：據大會表示截止投票時，《巾幗梟雄之義海豪情》僅播出十集

### 萬千星輝頒獎典禮2010
| 獎項                     | 候選演員/劇集          | 結果             |
| ------------------------ | ---------------------- | ---------------- |
| 「最佳劇集」             | 《巾幗梟雄之義海豪情》 | 提名（最後五強） |
| 「最佳男主角」           | 黎耀祥                 | 獲獎             |
| 「最佳女主角」           | 鄧萃雯                 | 獲獎             |
| 「我最喜愛的電視男角色」 | 黎耀祥                 | 提名（最後五強） |
| 「最受歡迎電視女角色」   | 鄧萃雯                 | 提名（最後五強） |
| 「最佳男配角」           | 黃浩然                 | 提名（最後五強） |
| 「最佳男配角」           | 敖嘉年                 | 提名（最後五強） |
| 「最佳男配角」           | 麥長青                 | 獲獎             |
| 「最佳女配角」           | 陳法拉                 | 獲獎             |
| 「飛躍進步男藝員」       | 金 剛                  | 提名             |
| 「飛躍進步男藝員」       | 黃浩然                 | 獲獎             |

### 2010年度YAHOO!搜尋人氣大獎
1. 搜尋人氣電視劇集
2. 搜尋人氣電視劇集主題曲 《義海豪情》

### 電視節目欣賞指數調查 2010
- 最高欣賞指數電視節目第三位[2]

### 壹電視大獎2011
- 十大電視節目第二位

### 星和無綫電視大獎2011
- 最喜愛劇集（巾幗梟雄之義海豪情）
- 五大最喜愛男角色 黎耀祥 飾 劉醒
- 五大最喜愛女角色 鄧萃雯 飾 鄭九妹
- 五大最喜愛女角色 陳法拉 飾 劉晴
- 最佳TVB飛躍進步男藝人  金剛

### 第十七屆上海電視節白玉蘭頒獎典禮
- 最佳男主角 黎耀祥 （提名）
- 最佳女主角 鄧萃雯 （提名）

註：當提名名單公佈時，《巾幗梟雄之義海豪情》仍未正式在內地播出

### 明報週刊演藝動力大獎2011
- 最突出電視男藝員：黎耀祥
- 最突出電視女藝員：鄧萃雯
- 最突出電視幕後精英：張華標、陳靜儀
- 最突出電視節目：《巾幗梟雄之義海豪情》

此劇團隊繼前作《巾幗梟雄》後再次榮獲電視組別全部4個獎項，亦是自頒獎禮舉辦以來第二次由同一劇集團隊襄括電視組別所有獎項。

### 亞洲電視大獎2011
- 最佳男配角：麥長青
- 最佳女配角：陳法拉

## 記事
- 2010年3月10日：此劇於12:30在將軍澳電視廣播城一廠外灰位舉行造型記者會。[3]
- 2010年3月25日：此劇拍攝首日。
- 2010年5月8日：此劇於13:00在將軍澳電視廣播城十二廠舉行開廠拜神儀式。[4]
- 2010年7月19日：此劇正式煞科，約130名台前幕後工作人員於尖沙咀富豪酒店出席煞科宴。
- 2010年8月29日：歌手古巨基為劇集主題曲錄音[5]。
- 2010年10月1日：黎耀祥、敖嘉年及陈法拉到達馬來西亞吉隆坡出席My FM現場專訪並於翌日在Sunway Pyramid和Berjaya Times Square為劇集宣传。
- 2010年10月15日：此劇於13:30在東港城举行《巾幗梟雄之義海豪情》「鼓舞豪情展戏势」宣傳活动。
- 2010年10月18日：此劇首播，亦為首齣提供英文字幕予數碼電視用戶選擇的無線電視劇。
- 2010年11月19日：由於直播《萬千星輝賀台慶》，本劇暫停播映。
- 2010年11月28日：此劇與處境劇《天天天晴》同一天播放大結局，於20:00在電視城舉辦《天晴豪情熱滿城》，邀請800名觀眾一同觀看兩劇的大結局。

## 坊間迴響
- 承繼《巾幗梟雄》男女主角生死之交的風格，《義》劇男女主角劉醒與鄭九妹之間雖多了愛情元素，但其中橫跨數十年、超越生死的純潔感情同樣打動觀眾，大受歡迎。[6][7]
- 本劇題材亦敢於創新，從上輯的家族情仇轉移至國家民族大義上，是香港電視難得一見的題材，編導勇於破舊立新。另外，劇集拍攝手法、剪接和配樂也超越香港電視劇的一般水平，帶有電影風格。[8]
- 道具方面，有觀眾發現本劇有道具與時代背景不吻合，例如出現了1988年出產的SUZUKI VITARA、1989年款式ISUZU ELF貨車、廣州火車站出現冷氣機（實為取景場地香港鐵路博物館的冷氣機不慎入鏡）[9]，而場景方面亦與戰亂動盪時勢格格不入。這些則因製作成本而受影響[10][11]。
- 有些錯處純粹是資料搜集不足所致，如1980年代出現「粵B」字頭的92式車牌（應為數字開頭的86式车牌，且劇中該車牌使用不應為繁體字的「粵」）、對白提及馬來西亞（當時为英屬馬來亞）、在第31集中劉醒1950年得到的獎狀已經使用簡化字（汉字简化方案最早于1956年才開始推廣）、在其警局常驻的黑板上写的“广州罪案数字”中的行政区划已经使用共和国建国几年乃至几十年后才始称的“天河区”、“海珠区”及“白云区”，以上错处之外还有其他种种错处暂不一一列举[9]。
- 在一些專有名詞使用香港地區的說法，如民國政府掛八號風球（風球系統只於港澳地區使用）及在第31集中在大陸方面應稱為「抗美援朝」的「朝鮮戰爭」在對白中稱為「韓戰」等。
- 《義海豪情》中不少參演日本軍官的演員完全沒有日文基礎，卻堅持用日文來完成拍攝，敬業精神得到網友以及監製的稱讚。[12][13]
- 大結局感人肺腑，《巾幗梟雄》主題曲“紅蝴蝶”由黎耀祥重新演繹，紅蝴蝶頓時成為網絡金曲，不少網民均表示此一翻唱版本較有感情，原曲的官方MV於YouTube的點擊率其後迅速過百萬[14]。
- 第6集中刘醒与梁非凡的争吵片段（包括其中的著名台词“喫屎啦（吃屎吧），梁非凡”）在2010年10月于AcFun爆红，成为一时的鬼畜素材，至今在AcFun和哔哩哔哩等网站仍然有很多人以此为素材制作鬼畜视频和恶搞MAD。[15]（视频片段 （页面存档备份，存于））
- 陳法拉飾演的劉晴於第31集終於死去，但編劇卻用了連續三節亦即大半集時間（第30集最後一節及第31集首兩節）交代，惹起不少網民狠批故意拖延時間，並將劉晴的角色冠以「煩晴」之名。
- 義海豪情很多抗日前後場面都沒有出現應該常見的物品及用語。例如日本軍官使用德國制p38手槍並非日本制南部十四式手槍，以及日本士兵使用無綫提供不知名步槍並非日本製三八式步槍，九九式步槍。以及日本軍官軍服上沒有軍銜，例如日本侵華前，劉醒工作的警署都沒有出現當時統治中國大陸的中華民國國旗（青天白日滿地紅旗）；1940年後又沒有偽國民政府汪精衛政權的「和平反共建國」國旗； 以及國父孫中山先生遺像。戲中又稱中華民國軍隊作「我軍」、「我國軍隊」，而非「國軍」。晴晴日記竟然還忘記中華民國的雙十國慶。另外，中華民國是用民國年號紀年，但是電台廣播卻說「日本政府於一九四五年八月十五日宣布無條件投降」（而正確說法應是民國三十四年八月十五日）。有網民歸咎編劇害怕進軍內地市場時，受到中國共產黨的打壓，因而被逼歪曲歷史。不過值得注意的是，近年內地在關於民國時期或描寫國民黨的電視劇上，再沒有迴避中華民國國旗和中國國民黨黨徽這些標誌，例如2007年的《紅日》、 2009年的《潛伏》和《人間正道是滄桑》。在國慶五十周年到國慶六十周年，天安門廣場上每年都展示孫中山的大型畫像。加上國共關係自八十年代開始已逐步改善，近年更積極交流，甚至開始承認國民黨在抗日的成就，有網民認為編劇的做法是杞人憂天。
- 此劇的第一男女主角黎耀祥和鄧萃雯演技出色，大受好評，成為萬千星輝頒獎典禮2010的視帝和視后的大熱，最後眾望所歸，擊敗另一大熱門《公主嫁到》的陳豪和佘詩曼以及勁敵林峯、楊怡、馬浚偉、鍾嘉欣、黃日華、張可頤等，奪得最佳男女主角，成為首對同劇同時「冧莊」的最佳男女主角。而鄧萃雯更成為第一位訓練班出身及「冧莊」「最佳女主角」的演員。
- 本劇與上部『巾幗梟雄』有很多相、異同之處地方。

| 相同       | 巾幗梟雄                                | 義海豪情                                    |
| ---------- | --------------------------------------- | ------------------------------------------- |
| 家業       | 米業                                    | 黃、賭、毒                                  |
| 奸情       | 外甥與主角舅父女人                      | 上司與主角女人                              |
| 公了、私了 | 舅父捉奸在床 公了遊街示眾，私了賠六萬兩 | 上司監守自盜 公了交给警方處理，私了扔进珠江 |
| 口號       | 奸淫婦女、斷人衣食，五雷轟頂，天誅地滅  | 殺死大毒梟                                  |
| 不肖子     | 蔣必文                                  | 鄭少傑(早期) 鄭少康 (後期，實為舅甥關係)    |

## 收視

### 香港
以下為本劇於香港無綫電視翡翠台、高清翡翠台之收視紀錄：
| 週次         | 集數         | 日期                     | 平均收視 | 最高收視 | 百分比 |
| 1            | 01—05        | 2010年10月18日－10月22日 | 31點     | 36點*    | 94%    |
| 2            | 06—10        | 2010年10月25日－10月29日 | 31點     | 34點     | 93%    |
| 3            | 11—15        | 2010年11月1日－11月5日   | 32點     | 35點     | 94%    |
| 4            | 16—20        | 2010年11月8日－11月12日  | 33點     | 37點     | 95%    |
| 5            | 21—24        | 2010年11月15日－11月18日 | 34點     | 38點*    | 95%    |
| 6            | 25—29        | 2010年11月22日－11月26日 | 34點     | 39點*    | 94%    |
| 6            | 30           | 2010年11月27日           | 35點     | 36點     | 94%    |
| 6            | 31-32        | 2010年11月28日           | 44點     | 47點     | 98%    |
| 全劇平均收視 | 全劇平均收視 | 全劇平均收視             | 33.3點   | 47點     |        |

（*）一分鐘最高收視
- 《巾幗梟雄之義海豪情》大結局收視平均44點、最高47點（約343萬名觀眾），出現於劉醒逝去的一幕，為2010年香港收視最高的電視節目。在錄得最高收視的同一時間，亞洲電視本港台播映的恩雨之聲更創下「零點收視」（少於半點收視而不計算）的紀錄[16]。

無線MyTV劇集重温最高點擊
- 《巾幗梟雄之義海豪情》大結局後翌日星期一MyTV網上劇集重温全日錄得3,739,955點擊，大比數破了MyTV網上歷年電視劇集點擊記錄，而每集的平均點擊也過百萬，也破了各劇集的點擊記錄。[17]

大結局當晚《巾幗梟雄之義海豪情》為廣州收視冠軍，錄得1,710萬觀眾，收視率占60%，第二位僅占收視率5%。

#### 天晴豪情熱滿城
此劇與《天天天晴》於同一晚播映大結局，並播映特備節目「天晴豪情熱滿城」，以下為該節目於翡翠台、高清翡翠台之收視紀錄：
| 節數 | 時間        | 平均收視 |
| 1    | 20:00—20:15 | 30點     |
| 2    | 21:15—21:30 | 37點     |
| 3    | 23:30—23:45 | 31點     |

### 广州收视
以下為本劇於广州同步播放翡翠台之收視紀錄：
| 日期                     | 集数  | 省网收视 | 市网收视 | 合计  |
| ------------------------ | ----- | -------- | -------- | ----- |
| 2010年10月18日－10月22日 | 1-5   | 3.14     | 5.74     | 8.88  |
| 2010年10月25日－10月29日 | 6-10  | 4.61     | 6.88     | 11.49 |
| 2010年11月1日－11月5日   | 11-15 | 4.46     | 7.28     | 11.74 |
| 2010年11月8日－11月12日  | 16-20 | 3.66     | 5.61     | 9.27  |
| 2010年11月15日－11月18日 | 21-24 | 4.42     | 5.86     | 10.28 |
| 2010年11月22日－11月28日 | 25-32 | 4.77     | 7.11     | 11.88 |

### 台灣中視
| 播映日期                 | 週數     | 平均收視率 | 排名 | 集數    | 備註                                 |
| ------------------------ | -------- | ---------- | ---- | ------- | ------------------------------------ |
| 2011年10月5日－10月7日   | 1        | 1.68       | 5    | 01 - 03 | 10月5日播出時間20:45-22:00           |
| 2011年10月10日－10月13日 | 2        | 1.76       | 3    | 04 - 07 | 10月14日因轉播廣播金鐘獎暫停播出一次 |
| 2011年10月17日－10月20日 | 3        | 1.84       | 3    | 08 - 11 | 10月21日因轉播電視金鐘獎暫停播出一次 |
| 2011年10月24日－10月28日 | 4        | 2.00       | 3    | 12 - 16 | 10月27日-10月28日播出時間20:00-20:50 |
| 平均收視                 | 平均收視 | 1.82       | -    | -       | -                                    |

- 同時段節目：
  - 三立台灣台《家和萬事興》
  - 台視：
    - 週一～四《》
    - 週五《百萬小學堂》

  - 民視《父與子》
  - 華視《新一簾幽夢》
  - 大愛《愛的界線／畫人生》
- 由AGB尼爾森調查，調查範圍是四歲以上收看電視之觀眾。
- 資料來源：中時娛樂、凱絡媒體週報

## 賣埠情況
根據明報週刊第2240期所引述之無綫電視數據顯示，此劇成為近年無綫電視劇中賣埠成績最好的一套。無綫電視外事部副總監曾醒明更透露，《義海豪情》是歷年賣給內地電視台最高價錢的一套。

## 外部連結
- 《巾幗梟雄之義海豪情》 GOTV 第1集重溫
- 《巾幗梟雄之義海豪情》 encoreTVB線上看 （页面存档备份，存于）
- 豆瓣电影上《巾幗梟雄之義海豪情》的資料 （简体中文）

Module:Navbar第58行Lua错误：页面不存在 巾幗梟雄系列